# Porohy (przystanek kolejowy)
Porohy (ukr. Пороги) – przystanek kolejowy w pobliżu miejscowości Zabrid´, w rejonie użhorodzkim, w obwodzie zakarpackim, na Ukrainie. Położony jest na linii Sambor – Czop.